# Mikroregion Manaus

Mikroregion Manaus

Mikroregion Manaus – mikroregion w brazylijskim stanie Amazonas należący do mezoregionu Centro Amazonense. Ma powierzchnię 41.424,5 km²

## Gminy
- Autazes
- Careiro
- Careiro da Várzea
- Iranduba
- Manacapuru
- Manaquiri
- Manaus